# Poziomowanie instrumentu geodezyjnego
Poziomowanie instrumentu geodezyjnego – czynność geodezyjna polegająca na doprowadzeniu osi głównej instrumentu do położenia pionowego. Czynność ta przeprowadzana jest przed każdym geodezyjnym pomiarem terenowym. W przypadku poziomowania instrumentu nad punktem geodezyjnym towarzyszy jej centrowanie instrumentu geodezyjnego. 
Etapy poziomowania i centrowania instrumentu geodezyjnego obejmują:
- wbicie jednej z trzech nóg statywu geodezyjnego w podłoże,
- manewrowanie pozostałymi dwiema nogami statywu z jednoczesnym zgrubnym centrowaniem nad punktem geodezyjnym,
- wbicie dwóch nóg statywu w podłoże tak, aby jego głowica miała położenie jak najbardziej poziome,
- regulację położenia głowicy statywu poprzez skracanie i wydłużanie długości nóg statywu tak, aby pęcherzyk libelli okrągłej znajdował się w górowaniu,
- dokładne spoziomowanie instrumentu poprzez obrót śrub ustawczych spodarki instrumentu geodezyjnego,
- ewentualną poprawkę centrowania polegającą na przesunięciu instrumentu po głowicy statywu.